# Antonio Valencia (labdarúgó, 1925)
Antonio José Valencia (1925. május 5. – ?) válogatott bolíviai válogatott labdarúgó.
A bolíviai válogatott tagjaként részt vett az 1949-es és az 1953-as Dél-amerikai bajnokságon, illetve az 1950-es világbajnokságon.

## Külső hivatkozások
- Antonio Valencia (labdarúgó, 1925) – a FIFA adatbázisában